# 森楙
森 楙（もり しげる、1932年6月16日 - ）は、日本の幼児教育学者、教育社会学者、広島大学名誉教授。

## 来歴
長崎県南高来郡有明町（現島原市）出身。筆名・森しげる。1955年広島大学教育学部卒。1960年同大学院教育学研究科教育学専攻博士課程満期退学。1961年広大教育学部助手、1962年広島県立保育専門学校主事、1965年立命館大学産業社会学部助教授、1971年広島大学助教授、1983年教授、同年「G.H.ミードの幼児社会化論の研究」で広島大学より教育学博士の学位を取得。広島大学評議員、附属幼稚園長、教育学部附属幼年教育研究施設長、附属学校部長を兼任、1996年定年退官、名誉教授、日本保育学会、日本教育社会学会、日本子ども社会学会の理事を務めた、広島修道大学教授、くらしき作陽大学客員教授。

## 著書
- 『遊びの原理に立つ教育』黎明書房 1992

### 共編著
- 『放送学習集団』片岡徳雄,森しげる著 黎明書房 1968
- 『保育原理』編 福村出版 幼児学叢書 1975
- 『保育入門シリーズ 第13巻 乳幼児の保育原理』赤塚徳郎共編 北大路書房 1979
- 『講座-個を生かす小集団学習の授業 2 わかる』タキ口俊共編著 黎明書房 1982
- 『運動保育 2 運動保育の進め方』共編 明治図書出版 1984
- 『あそびを育てる 4 象徴あそびを育てる』共編著 コレール社 保育技術シリーズ 1988
- 『あそびを育てる 2 運動あそびを育てる』小林芳文共編著 コレール社 保育技術シリーズ 1988
- 『あそびを育てる 5　仲間あそびを育てる』共編著 コレール社 保育技術シリーズ 1988
- 『あそびを育てる 3 操作あそびを育てる』谷田貝公昭共編著 コレール社 保育技術シリーズ 1988
- 『あそびを育てる 1 感覚あそびを育てる』井上勝共編著 コレール社 保育技術シリーズ 1988
- 『ちょっと変わった保育原理 ユニークに保育の本質に迫る』編 北大路書房 1989
- 『教職科学講座 第10巻　幼児教育学』編 福村出版 1992
- 『遊びの教育的役割』柴谷久雄共編著 黎明書房 1996

### 翻訳
- リースマン『大学教育論 教育社会学への試み』新堀通也,片岡徳雄共訳 みすず書房 1961
- R.F.トレッドゴールド『現代産業における人間関係 精神病理学的解明とその治療』森しげる,岡田至雄共訳 雄渾社 1966
- C.R.ライト『マスコミ社会学入門』末吉悌次,森しげる共訳 雄渾社 1966
- 全米教育学会編『学習集団の力学』末吉悌次,片岡徳雄,森しげる訳 黎明書房 1967
- M.J.エリス『人間はなぜ遊ぶか 遊びの総合理論』大塚忠剛,田中亨胤共訳 黎明書房 1977
- J・ピアジェ,エリク・H・エリクソン,マリア・W. ピアーズ編『遊びと発達の心理学』赤塚徳郎共監訳 黎明書房 1978
- スザンナ・ミラー『遊びの心理学 子供の遊びと発達』森重敏共監訳 家政教育社 1980
- J.スパーリング,I.ルイス『ふれあいの学習ゲーム お誕生から36か月間つかえる』森しげる監訳 黎明書房 1982
- R.キング『幼児教育の理想と現実 学級社会の"新"教育社会学』大塚忠剛共監訳 北大路書房 1984